# Moskalenki
Moskalenki (russisch Москаленки) ist eine Siedlung städtischen Typs mit 9271 Einwohnern (Stand 2017) in der Oblast Omsk (Russland).
Der Ort geht auf die 1894 eröffnete Bahnstation Kotschubajewo zurück, die 1905 in Moskalenki umbenannt wurde. Um diese Station entstand wenig später die Ortschaft Olgino. Diese erhielt 1958 den Status einer Siedlung städtischen Typs. 1969 wurde der Name an die Bezeichnung der Bahnstation angepasst.
Moskalenki liegt an der Transsibirischen Eisenbahn, 86 km westlich von der Stadt Omsk und ist die Verwaltungszentrale im Rajon Moskalenki.
In der Umgebung von Moskalenki befanden sich ehemals zahlreiche Ansiedlungen überwiegend deutschsprachiger Russlandmennoniten, die schon zu Beginn des 20. Jahrhunderts aus der heutigen Ukraine dorthin ausgewandert sind. Ihre Umgangssprache Plautdietsch, ein niederdeutscher Dialekt namens Niederpreußisch, ist dort bis heute erhalten geblieben.
Bevölkerungsentwicklung
| Jahr | Einwohner |
| ---- | --------- |
| 1939 | 3.991     |
| 1959 | 6.736     |
| 1970 | 7.818     |
| 1979 | 9.402     |
| 1989 | 10.731    |
| 2002 | 9.872     |
| 2010 | 9.306     |
| 2017 | 9.271     |

Anmerkung: bis 2010 Volkszählungsdaten